# Psacadonotus seriatus
Psacadonotus seriatus är en insektsart som beskrevs av Ludwig Redtenbacher 1891. Psacadonotus seriatus ingår i släktet Psacadonotus och familjen vårtbitare. IUCN kategoriserar arten globalt som sårbar. Inga underarter finns listade i Catalogue of Life.